# Mafune Yutaka
Mafune Yutaka (japanisch 真船 豊; geboren 16. Februar 1902 in der Präfektur Fukushima; gestorben 3. August 1977) war ein japanischer Dramatiker.

## Leben und Wirken
Mafune Yutaka lernte während seines Anglistikstudiums an der Universität Waseda die irische Literatur kennen und schrieb Einakter wie „Mizu dorobō“ (水泥棒) –„Wasserdieb“ 1926 und „Kangamo“ (寒鴨) „Winterente“ 1927. Dann kam er mit den Ideen des Sozialismus in Berührung und engagierte sich eine Zeitlang in der Bauernbewegung.
Schließlich nahm Mafune das Stückeschreiben wieder auf. 1934 veröffentlichte er in dem Magazin „Geki bungaku“ (劇文学) das Stück „Itachi“ (鼬) – „Das Wiesel“. Das ist ein Stück, das die Schwierigkeiten der Landbevölkerung aufgreift. Zur Aufführung gebracht von Kubota Mantarō, machte es Mafue mit einem Schlag bekannt machte. 1936 veröffentlichte er „Taiyō no ko“ (太陽の子) – „Kind der Sonne“, „Hadaka no machi“ (裸の町) – „Die entblößte Stadt“, „Mishiranu hito“ (見知らぬ人) – „Der Fremde“. Die beiden letztgenannten Stücke wurden noch im selben Jahr verfilmt. Auch 1937 veröffentlichte Mafune eine Reihe von Stücken, darunter „Tonsōfu“ (遁走譜) – „Aufzeichnung einer Flucht“ und war nun ein hochangesehener Dramatiker.
Die dreißiger Jahre waren auch die Zeit, in der der Rundfunk Dramen zu senden begann. „Nadare“ (なだれ) – „Die Lawine“ 1935, „Gekiryū“ (激流) – „Stromschnelle“ 1939 sind Beispiele.
Nach dem Zweiten Weltkrieg verarbeite Mafune seine Erfahrungen mit dem von Japan besetzten Teil Chinas, das er vielfach besuch hatte. „Nakahashi kōkan“ (中橋公館) – „Familie Nakahashi“ aus dem Jahr 1946 ist dafür ein Beispiel. Dann wandte sich Mafune der Komödie und der Charade zu. „Kiiroi heya“ (黄色い部屋) – „Das gelbe Zimmer“ 1948, „Akai rampu“ (赤いランプ) –„Die rote Lampe“ 1954, „Zenkō no isshō“ (善光の一生) – vielleicht „Einmal im Leben Zenkō-ji“ 1963 sind einige andere Stücke. Sie zeigen eine tiefe Einsicht in das menschliche Streben nach Glück.
Mafune schrieb auch Romane und Essays.